# Baross Gábor (karnagy)
Baross Gábor (Budapest, 1930. július 17. – 2009. január 23.) Liszt Ferenc-díjas magyar, érdemes és kiváló művész karnagy.

## Pályafutása
Az ELTE jogtudományi karán végzett, majd a Bartók Béla Szövetségben kapott karnagyi és zeneszerzői képzést. Vásárhelyi Zoltán, Sugár Rezső, Geszler György tanította.
A Magyar Állami Népi Együttes korrepetitora, karmestere 1953-tól 1957-ig, majd az együttes művészeti vezetője. 1948-tól az ELTE Énekkarának alapítója, majd koncertzenekarának karnagya. A hetvenes és nyolcvanas évek során több alkalommal volt az Egyetemi Színpad vezetője, 1990-től 2003-ig a Magyar Kórusok és Zenekarok Szövetségének elnöke, 1991-től az Europa Cantat elnökségi tagja, 1996-tól 2006-ig pedig az AGEC (Arbeitsgemeinschaf Europäischer Chorverbände) alelnöke.
Fontosnak tartotta az „értő közönség” kinevelését, igyekezett „a művészet áramába bevonni a közönséget”. Számos kortárs magyar mű ősbemutatójának részese. Kórusa Bartók Béla és Kodály Zoltán művei mellett rendszeresen énekelte a kortárs magyar zeneszerzők alkotásait. Művészetét számtalan rádió- és tévéfelvétel, három hanglemez, hét CD és számos audiókazetta örökíti meg.
Temetése 2009. február 6-án volt a Farkasréti temetőben.
Karmesterként utóda a nyílt pályázaton kiválasztott Kovács László lett.

## Díjai
- Liszt Ferenc-díj (1971)
- Érdemes művész (1980)
- Magyar Örökség díj (2002)[5]
- Kiváló művész (2004)